# 平王 (称号)
平王（へいおう）は、中国に置かれた諸侯王の称号の1つ。方位を示す「東西南北」が付与されて「東平王」「西平王」「南平王」「北平王」と称された。

## 概要
「○平王」という称号は唐以前より見られるが、それは東平郡・西平郡・南平郡・北平郡に封ぜられた郡王のことを指していた。
ところが、黄巣の乱以後になると、この4つの王位は地名の場所とは全く無関係に東西南北の有力な節度使に与えられるようになる。汴州の朱全忠（宣武淮南節度使）に東平王が、蜀の王建（西川節度使）に西平王が与えられると言う具合である。この傾向は五代に入ると拍車がかかり、東西南北の辺境を守る有力な節度使に4つの平王の称号が次々と与えられた（ちなみに青州平盧軍の節度使のみが東平王に任じられた以外は、特定の節度使に固定されることなく、北方の有力節度使に「北平王」といった具合に授与されていた）。五代の頃の平王は国王（「十国」ただし、実際は九国とみられる）、一字王に次ぐ地位に置かれ、二字王・郡王よりは上位にあった。もっとも、平王を与えられた節度使は隣接する異民族に対抗するために強大な軍事力を有していたことから、中央に反抗したり、異民族と通じる者も多かった。例えば、南平王劉隠（後梁開平3年（909年）任命、後に南漢を建国）、北平王劉知遠（後晋開運2年（945年）任命、後に後漢を建国）、西平王李彝殷（後周顕徳元年（954年）任命、後の西夏の基礎を築く）、そして南平王高季興（後唐同光2年（924年任命））などである。
ここで問題となるのは、一般に「荊南」と呼ばれている高季興（荊南節度使）の政権をどう捉えるかである。荊南を国家としてみなしたのは、欧陽脩の『五代史記（新五代史）』や司馬光の『資治通鑑』など、北宋仁宗以後の文献に限られている。だが、現実には荊南の支配地域の刺史は五代王朝が任命しており、中央行政機関に相当する組織が存在しないなど、国家としての実体に欠け、あくまでも地方節度使の組織であり、中央の動向によって反抗したり、南唐などに通じたりしたものの、あくまでも五代王朝の荊南節度使・南平王の範囲を越えるものでなかった。むしろ、南平王の領域こそが中原を支配する五代王朝の南限であり、それは東限を支配する東平王や北限を支配する北平王、西限を支配する西平王の領域をもってただちに自立した国家と解さないのと同様であったとみられている。だが、代々世襲され、その解体後には宋より自立した諸国の国王と同様の待遇を受けた荊南節度使・南平王の領域を中国（中原）の一部とみなすことを北宋の知識人の国家観・天下観では許容することが出来ず、荊南を中原の五代とは別の国家とみなし、「九国」を「十国」としたと考えられている。
また、宋の統一の過程で、東平王・北平王が解体され、西平王は元々漢民族ではなかった夏州定難軍がその称号を保持したまま自立傾向を見せて後の西夏王朝に発展し、南平王も交趾（李）王朝に授けられ、中国に封じられながら独立自治を行う異民族政権に与えられた。続く元では皇族に与えられる王位の1つとなるなど、五代十国にみられた平王の特殊な性格を喪失することになった。